# Воронов, Борис Анатольевич
Борис Анатольевич Воронов (1921 — 1994) — советский военный деятель, организатор наземно-космической связи и связи для управления орбитальной группировкой, полковник-инженер (1971). Лауреат Государственной премии СССР (1976).

## Биография
Родился 20 октября 1921 года в Ярославле.

### Военная служба
С 1939 года призван в ряды в ряды РККА и направлен для службы в Чкаловское танковое училище в должности радиомастера. С 1941 по 1942 год служил в запасной стрелковой бригаде в должности помощника командира взвода отдельного батальона связи. С 1942 по 1943 год обучался в Ульяновском военном училище связи, по окончании которого с 1943 по 1947 год был командиром взвода курсантов, с 1947 года — начальник кабинета службы связи этого училища. С 1947 года Б. А. Воронов был прикомандирован к ИХФ АН СССР в качестве техника.

### Научно-исследовательская деятельность
С 1948 по 1957 год служил на Семипалатинском полигоне Вооружённых сил СССР на должности офицера отделения, принимал участие в формировании этого полигона и занимался испытаниями первых советских атомных и водородных бомб: в 1949 году — РДС-1 и в 1953 году — РДС-6с. В 1954 году Указом Президиума Верховного Совета СССР «За выполнение задания Правительства СССР по испытаниям ядерного оружия» Б. А. Воронов был награждён Орденом Красной Звезды.
В 1957 году окончил Военную академию связи имени С. М. Будённого. С 1957 года служил в Центре контрольно-измерительного комплекса искусственных спутников Земли и космических объектов в должности старшего офицера по радиосвязи, занимался обеспечением готовности исходной системы связи командно-измерительного комплекса к запуску и телеметрическому контролю первого в Мире искусственного спутника Земли. С 1958 года в период запусков первых автоматических межпланетных станций для изучения Луны и космического пространства «Луна», Б. А. Воронов был участником создания временного Центрального узла связи при Генеральном штабе Вооружённых сил СССР и обеспечивал организацию связи.
С 1960 по 1965 год — руководитель отдела связи и службы единого времени. 17 июня 1961 года Указом Указом Президиума Верховного Совета СССР «За успешное выполнение специального задания Правительства по созданию образцов ракетной техники, космического корабля-спутника „Восток“ и осуществление первого в мире полета этого корабля с человеком на борту» Б. А. Воронов был награждён Орденом Красной Звезды. В 1971 году Приказом Министра обороны СССР Б. А. Воронову было присвоено воинское звание полковник-инженер. С 1965 по 1973 год — заместитель начальника Главного испытательного космического центра по электронно-счётным устройствам, связи и службе единого времени, и с 1973 по 1977 год — по наземно-космической связи. Под его руководством и при непосредственном участии Б. А. Воронова была создана структура связи для управления орбитальной группировкой.
В 1976 году «закрытым» Постановление ЦК КПСС и СМ СССР «За создание и осуществление полёта орбитальной станции „Салют-4“» Б. А. Воронов был удостоен Государственной премии СССР в области науки и техники.
С 1977 года после увольнения в отставку работал в Министерстве связи СССР в должности начальника управления.
Скончался 15 февраля 1994 года в Москве. Похоронен на Троекуровском кладбище, участок 10.

## Награды
- Орден Отечественной войны II степени (11.03. 1985)
- Орден Трудового Красного Знамени (1967)
- три ордена Красной Звезды (в том числе в 1954 и в 1961)
- Медаль За боевые заслуги
- Медаль За трудовую доблесть[2]

### Звания
- Государственная премия СССР (1976)[5]